# Temple Xuanmiao (Jingzhou)
Le temple Xuanmiao  de Jingzhou (玄妙观 / 玄妙觀, xuánmiào guàn) est un temple taoïste créé en 1334, sous le règne du khan mongol Togoontomor, empereur de dynastie Yuan, aujourd'hui dans le district de Jingzhou, ville-préfecture de Jingzhou, province du Hubei, en République populaire de Chine. Il fait partie des trois temples taoïstes de Jingzhou.
Le site est inscrit dans la 6e liste des sites historiques et culturels majeurs protégés au niveau national pour la province de Hubei.

## Galerie
|                           |
| Porte de la montagne 山门 |

|                             |
| stèle et guifu (石碑和龟趺) |

|                                                         |
| 3e année 至正 de Togoontomor 《中興路剏建九老僊都宮記》 |

|                                        |
| Pavillon de l'empereur de jade (玉皇阁 |

|                                        |
| Pavillon de l'empereur de jade (玉皇阁 |

|                                        |
| Pavillon de l'empereur de jade (玉皇阁 |

|                                        |
| Trois portes célestes (三天门和紫皇殿) |

|                                        |
| Trois portes célestes (三天门和紫皇殿) |

|                                          |
| Trois portes célestes (三天门内看紫皇殿) |

|                                       |
| Palais de l'empereur pourpre (紫皇殿) |

|                                               |
| Palais de l'empereur pourpre (紫皇殿下檐斗栱) |

|                                           |
| Palais de l'empereur pourpre (紫皇殿内部) |